# Romance (álbum de Luis Miguel)
| Críticas profissionais | Críticas profissionais |
| Avaliações da crítica  | Avaliações da crítica  |
| Fonte                  | Avaliação              |
| ---------------------- | ---------------------- |
| Allmusic               | [ 1 ]                  |
| Chicago Tribune        | [ 2 ]                  |

Romance é o décimo álbum de estúdio do cantor mexicano Luis Miguel, lançado em 1991. É o primeiro do cantor da série de mesmo nome em que consta somente canções do gênero bolero.

## Informações
Romance representa um divisor de águas na carreira de Luis Miguel, pois é o primeiro álbum em que o cantor se dedica à regravações de grandes clássicos do bolero, além de ter a responsabilidade de apresentar o gênero à nova geração. Faixas como "La Barca", "Inovidable", "No Sé Tú" e "Usted" acabaram se tornando canções assinaturas do cantor, alavancando o sucesso do álbum, assim como associando definitivamente Miguel ao gênero. Romance, que foi produzido pelo próprio cantor em parceria com um dos maiores compositores e intérpretes do bolero, Armando Manzanero, enfim foi um projeto arriscado, porém acertado pois foi o primeiro álbum mais bem sucedido da carreira de Miguel levando a obter altas vendas em vários países. No Brasil, o lançamento do álbum se deveu ao sucesso da canção "La Barca", que fazia parte da trilha sonora da então novela das sete Deus Nos Acuda da Rede Globo, o que posteriormente ajudou a impulsionar as vendas do álbum no país. Romance é o primeiro de quatro álbuns da série Romance em que o cantor se dedica ao bolero. Os próximos seriam Segundo Romance (1994), Romances (1997) e Mis Romances (2001).

## Edição Brasileira (Somlivre 1992)
Em 1992, impulsionado pela inclusão da canção "La Barca" na trilha sonora da novela "Deus Nos Acuda" da Rede Globo, Romance teve uma versão lançada pela gravadora Somlivre, pertencente ao Grupo Globo. O álbum teve versões em LP, catálogo 407.0109, K7, catálogo 747.0109 e CD, catálogo 400.1158. Além disso, o álbum teve mais duas músicas incluídas em trilhas sonoras de novelas. "La Puerta" foi tema da novela "Kubanacan", exibida entre 2003 e 2004 e "Usted" na trilha sonora de "Belíssima", exibida entre 2006 e 2007.

## Faixas
| N.º            | Título                    | Compositor(es)              | Ano de composição | Duração |  |
| 1.             | "No Me Platiques Más"     | Vicente Garrido             | 1944              | 3:32    |  |
| 2.             | "Inovidable"              | Julio Gutierrez             | 1954              | 4:17    |  |
| 3.             | "La Puerta"               | Luis Demetrio               | 1958              | 3:19    |  |
| 4.             | "La Barca"                | Roberto Cantoral            | 1957              | 3:28    |  |
| 5.             | "Te Extraño"              | Armando Manzanero           | 1968              | 4:24    |  |
| 6.             | "Usted"                   | Gabriel Ruiz Monis Zorrilla | 1951              | 3:43    |  |
| 7.             | "Contigo en la Distancia" | César Portillo de la Luz    | 1952              | 3:24    |  |
| 8.             | "Mucho Corazón"           | Emma Elena Valdelamar       | 1953              | 3:23    |  |
| 9.             | "La Mentira"              | Álvaro Carrillo             | 1965              | 3:47    |  |
| 10.            | "Cuándo Vuelva A Tu Lado" | María Grever                | 1961              | 3:48    |  |
| 11.            | "No Sé Tú"                | Manzanero                   | 1986              | 3:49    |  |
| 12.            | "Como"                    | Chico Novarro               | 1967              | 3:15    |  |
| Duração total: | Duração total:            | Duração total:              | Duração total:    | 44:02   |  |

## Singles
| #  | Título          | EUA |
| -- | --------------- | --- |
| 1. | "Inovidable"    | #1  |
| 2. | "Como"          | #4  |
| 3. | "Mucho Corazón" | #3  |
| 4. | "No Se Tú"      | #1  |

## Prêmios e indicações
Em 1991, Romance ganhou o Prêmio Ronda da Venezuela na categoria "Melhor Álbum Internacional" e o Billboard Music Awards na categoria "Melhor Álbum". Já Luis Miguel ganhou o Prêmio Música Internacional da Coreia do Sul na categoria "Melhor Artista Estrangeiro" e o Billboard Music Awards nas categorias "Melhor Artista Latino" e "Melhor Cantor em Espanhol".

## Charts
| Chart (1991)               | Posição |
| -------------------------- | ------- |
| Billboard Latin Pop Albums | 1       |
| Chart (1993)               | Posição |
| Billboard Top Latin Albums | 3       |

| Chart (1992)               | Posição |
| -------------------------- | ------- |
| Billboard Latin Pop Albums | 1       |
| Chart (1993)               | Posição |
| Billboard Top Latin Albums | 1       |

## Vendas e certificações
| Região | Certificação | Vendas/distribuição |
| --- | ------------ | ------------------- |
| Argentina (CAPIF) | 16x Platina  | 1.000.000           |
| Brasil (ABPD) | Ouro         | 300.000             |
| Chile (IFPI) | 4x Platina   | 80.000^             |
| Colômbia (ASINCOL) | Platina      | 60.000x             |
| Espanha (PROMUSICAE) | 2x Platina   | 200.000^            |
| EUA (RIAA) | Platina      | 1.000.000^          |
| México (AMPROFON) | 8x Platina   | 2.000.000^          |
| Paraguai (IFPI) | Ouro         | 5.000x              |
| Peru (IFPI) | 2x Platina   | 20.000x             |
| Tailândia (RIT) | Ouro         | 50.000*             |
| Venezuela (APFV) | Platina      | 20.000x             |
| *vendas baseadas apenas na certificação ^distribuições baseadas apenas na certificação xdistribuições não-especificadas baseadas apenas na certificação |              |                     |

## Histórico de lançamentos
| País      | Data                   | Formato(s) | Gravadora       | Ref.  |
| --------- | ---------------------- | ---------- | --------------- | ----- |
| EUA       | 19 de Novembro de 1991 | Cassete CD | WEA Latina      | [ 7 ] |
| México    | 19 de Novembro de 1991 | Cassete CD | WEA             | [ 7 ] |
| Europa    | 19 de Novembro de 1991 | Cassete CD | WEA             | [ 7 ] |
| Venezuela | 19 de Novembro de 1991 | Cassete CD | WEA Sonográfica | [ 7 ] |
| Espanha   | 19 de Novembro de 1991 | Cassete CD | WEA             | [ 7 ] |
| Colômbia  | 1992                   | LP cassete | WEA             | [ 7 ] |
| Alemanha  | 1992                   | LP cassete | WEA             | [ 7 ] |
| Brasil    | Outubro de 1992        | LP cassete | WEA Som Livre   | [ 7 ] |
| Japão     | 1993                   | CD         | WEA             | [ 7 ] |